# Servitien
Servitien sind eine einmalige Gebühr (Taxe), die im Mittelalter von Prälaten bei ihrer Bestätigung durch den Papst zu entrichten war. Sie betrugen ein Drittel eines Jahreseinkommens der Pfründe.

## Entwicklung
Seit dem Ende des 13. Jahrhunderts waren die vom Papst bestätigten Bischöfe und sonstigen Prälaten verpflichtet – obwohl formal die Freiwilligkeit betont wird, um den Simonieverdacht auszuräumen –, aus Anlass ihrer Ernennung dem Papst und dem Kollegium der Kardinäle eine Abgabe zu leisten. Dieses commune servitium wurde auf ein Drittel des Jahreseinkommens des Bistums oder der Abtei usw. festgesetzt, sofern dieses Einkommen mindestens 100 fl. betrug. Die niedrigste Taxe betrug demzufolge 33 1/3 fl. Sicher beruhen die angenommenen Jahreseinkommen der Bistümer und Abteien nicht auf statistischen Erhebungen, zum Teil aber auf den Angaben der Interessenten. Sie zeigen aber auf jeden Fall die wirtschaftliche Einschätzung von Seiten der Kurie, die immerhin über ein umspannendes Informationssystem verfügte. Jedoch kann man annehmen, dass die ökonomischen Entwicklungen im Laufe des 14. Jahrhunderts, wenn überhaupt, nur mit Verzögerungen den Weg in die Taxlisten gefunden haben.
Als Indikator für die gesamtwirtschaftliche Lage sind die Servitien deshalb geeignet, weil die Einkünfte der Kirche überwiegend nicht Ergebnis von Eigenwirtschaft sind, sondern auf Abgaben, die an den Erträgen orientiert sind, beruhen. Soweit Einkünfte aus der Vergabe und Verpachtung von Grundbesitz darin enthalten sind, ist sogar die generell sinkende Grundrendite in Rechnung zu stellen. Die Leistungen waren fixiert worden und eine Anpassung an die negative Entwicklung des Geldwertes fand nicht statt. Akute Entwicklungen schlagen sich aber nicht in der Taxierung nieder, sondern sie lassen sich aus der Zahlungsweise, vor allem bei Teilzahlung aus der Höhe der festgelegten Raten und den Zahlungsterminen, erkennen. Dabei haften die Nachfolger einerseits für die Servitienschulden ihrer Vorgänger, andererseits hatte die Kurie die Möglichkeit, propter paupertatem (wegen Armut) ganz auf die Zahlung zu verzichten, vor allem bei geringeren Beträgen. Nutznießer waren hier häufiger griechische Mönche und Bischöfe aus Süditalien und Sizilien.

## Praxis
In den Kammerakten ist im Basiseintrag zu den einzelnen Einrichtungen das Jahreseinkommen registriert, nach dem die fälligen Servitien berechnet wurden.
In den Obligationsregistern des päpstlichen Kämmerers wurde die Zahlungsverpflichtung und die eventuelle Ratenfestsetzung für die neu ernannten Prälaten noch vor der Ausstellung der Ernennungsurkunde eingetragen und auch die späteren Zahlungen vermerkt. Bisweilen sind auch Originalquittungen überliefert. Diese Quittungen wurden auch in den Registern der Obligationes et solutiones verzeichnet.
Aus den Registern lassen sich die Modalitäten der Zahlungen, auch die daran beteiligten Bankfirmen, rekonstruieren. Weniger deutlich sind dagegen die Gründe genannt, die zu Teilzahlungen, Terminaufschüben und dgl. nötigten.

## Regionale Herkunft der Zahlungen

Verteilung der Servitieneinnahmen nach Herkunft

An den Zahlungen der regionalen Kirchen gemessen, ist Frankreich mit Abstand das wirtschaftlich führende Land Europas. Das Deutsche Reich liegt noch vor den Britischen Inseln, die gesamte Apenninhalbinsel nur knapp vor der Iberischen Halbinsel. Italien weist auch im Mittelalter das wirtschaftliche Ungleichgewicht zwischen Nord und Süd auf wie heute. Nur geringe Beiträge leisten Nordeuropa, der Orient und der Balkan mit Griechenland. Zu beachten ist dabei allerdings, dass aus diesen Zahlungen keine Bilanz des päpstlichen Haushalts von der Einnahmeseite her erstellt werden kann. Wann mit Zahlungen gerechnet werden konnte, hing von den Veränderungen im Episkopat und an der Spitze der Klöster ab. Der Normalfall der Vakanz ist das Ausscheiden des Bischofs durch Tod, in zweiter Linie durch die Wegberufung in ein anderes Bistum, sei es durch das dort zuständige Wahlgremium, sei es durch eine direkte Entscheidung des Papstes. Eine Prognose und eine Finanzplanung war daher für diese Einnahmen nicht möglich. Es scheint aber auch Tendenzen gegeben zu haben, den Wechsel zu beschleunigen, wozu das Mittel der Translation, d. h. der Versetzung eines Bischofs von einer Diözese in eine andere, dienen konnte. Voraussetzung war jedoch auch dafür zunächst das Freiwerden einer Stelle durch definitives Ausscheiden, d. h. Todesfall oder durch Absetzung. Noch seltener ist der freiwillige Verzicht auf das Amt, die Resignation, deren kirchenrechtliche Zulässigkeit bei den zeitgenössischen Kanonisten umstritten war, zumal nach den negativen Erfahrungen mit der Abdankung des Papstes Coelestin V.
Im Schnitt belaufen sich die Einnahmen aus den Servitien während der Avignonesischen Periode in etwa auf ein Fünftel der Gesamteinnahmen. Dass sie unter Clemens VI. (1342–1352) ein Viertel erreichen, kann wohl mit den epidemischen Katastrophen dieser Zeit in Zusammenhang gebracht werden.
| Jahreseinkünfte | Bistümer                                                                                             |
| --------------- | --- |
| 12 000 fl.      | Rouen; Winchester                                                                                    |
| 10 000 fl.      | Aquileja; Auch; Canterbury; Köln; Salzburg; York                                                     |
| 9 000 fl.       | Durham; Langres; Narbonne                                                                            |
| 8 000 fl.       | Toledo                                                                                               |
| 7 500 fl.       | Ely                                                                                                  |
| 7 200 fl.       | Lüttich                                                                                              |
| 7 000 fl.       | Trier                                                                                                |
| 6 000 fl.       | Braga; Cambrai; Metz; Sens                                                                           |
| 5 000 fl.       | Exeter; Lincoln; Mainz; Nikosia; Norwich; Passau; Saragossa; Thérouanne; Toulouse; Tournai; Valencia |

Auch die Anteile der einzelnen Gebiete Europas an den 30 reichsten Bistümern bestätigen diese allgemeine Verteilung. Von den deutschen Diözesen sind vier Erzbischöfe, nämlich Köln, Salzburg, Trier, Mainz und der Bischof von Passau in dieser Liste vertreten. Sämtliche liegen im Westen oder Süden, aus dem Osten des Reiches sind nur geringere Beträge überliefert. Die am Jahresertrag orientierten Taxen stehen nicht unbedingt in Relation zur politischen Stellung im Reich: Köln und Salzburg haben das Doppelte an Einkünften gegenüber Mainz. Auch Trier liegt noch vor dem Erzkanzler für Deutschland, der an Einkünften mit dem Bischof von Passau gleichauf liegt. Metz und Lüttich liegen im lothringisch-luxemburgischen Einflussgebiet. Aus Frankreich kommen neun, aus England acht, vier von der iberischen Halbinsel, je einmal sind Norditalien und Zypern vertreten.